# Проблема демаркации
Проблема демаркации (лат. demarcatio — разграничение) — проблема поиска критерия, по которому можно было бы отделить теории, являющиеся научными с точки зрения эмпирической науки, от ненаучных предположений и утверждений, метафизики и формальных наук (логики, математики). Проблема демаркации — это также проблема определения границ науки, отделяющих её от других способов, которыми человек может излагать свои мысли, чувства и убеждения (литература, искусство и религия).
Границы науки часто условны, исторически изменчивы и трудно определяемы аналитически. Даже после более чем столетнего диалога между философами науки и учёными в различных областях, несмотря на некоторые базовые согласия по основам научной методологии, ряд современных философов и историков науки отклонили эту идею разграничения как псевдопроблему. В настоящее время в философии науки существует намного больше согласия по частным критериям, чем по общему критерию демаркации между наукой и ненаукой.

## Краткая история вопроса
Проблема демаркации — одна из центральных проблем философии науки. Её первые решения появились вместе с первой законченной теорией философии науки — неопозитивизмом — и выдвигаются до сих пор.
- Близкую проблему обозначил ещё Аверроэс, заявив о двойственности истины: есть истина религии и есть истина разума (науки).
- Значение проблемы усилилось в ходе научной революции XVII века — наука опирается на опыт и рассуждения, а религия на веру и авторитет.
- Позитивизм утверждает следующие критерии науки: релятивизм (наука выдвигает гипотезы, а не претендует на абсолютную истину), эмпиризм (научные теории опираются на опыт), прагматизм (научное знание полезно).
- Карл Поппер выдвинул концепцию фальсифицируемости — учёные должны допускать возможность опровержения своих теорий на основании опытных фактов.
- Французский математик и философ Анри Пуанкаре обозначил позицию конвенционализма, в рамках которой научна та теория, которую сообщество обозначило как научную, считает научной.

## Неопозитивизм
Первыми отказались от исследования проблемы возникновения нового знания и положили начало изучению логико-методологических основ научного знания неопозитивисты. Таким образом, именно идеи неопозитивизма (1920-е — 1950-е годы) оказали наибольшее влияние на научное мировоззрение и концепцию научности в XX веке. Среди основных представителей неопозитивизма (или логического позитивизма) были Л. Витгенштейн, Б. Рассел, Р. Карнап, Г. Фреге, А. Тарский, К. Поппер (ранний период).
Неопозитивисты считали, что цель науки состоит в «формировании базы эмпирических данных в виде фактов науки, которые должны быть репрезентированы языком, не допускающим двусмысленности и невыразительности». В этой связи Витгенштейн выделял 5 положений:
1. Язык есть граница мышления.
2. Мир только один — мир фактов и событий.
3. Предложение — картина мира, так как имеет с миром одну и ту же логическую форму.
4. Сложные предложения состоят из элементарных предложений, которые соотносятся непосредственно с фактами.
5. Высшее невыразимо[7].

Таким образом, научным знанием у логических позитивистов считалось только такое знание, которое соответствует миру фактов и событий (описываемых естественными науками). Следовательно, возможность философии как теоретического познания мировоззренческих проблем отвергалась, что выражалось в непризнании философии наукой, противопоставлении науки и философии (метафизики). «Истинность философских положений нельзя обосновать, потому что они бессмысленны» (Карнап).
А. Дж. Айер в книге «Язык, истина и логика» говорил: непроверяемое положение познавательно бессмысленно. Отсюда, все положения делились на:
1. аналитические (логически необходимые и самодостаточные, например, «Тела протяжённы»);
2. синтетические (эмпирически проверяемые, например, «На столе лежит книга»);
3. бессмысленные, ненаучные, псевдоположения.

Логично, что главной демаркационной проблемой в неопозитивизме был поиск критериев, позволяющих провести границу между наукой и философией, отделив таким образом научное знание от ненаучного. В качестве такого критерия неопозитивистами был предложен принцип верификации (от лат. verus — истинный, facio — делаю), выражающийся в возможности проверки, подтверждения каких-либо теоретических положений путём их сопоставления с опытными (эмпирическими) данными. То есть, согласно логическому позитивизму, научным можно считать только такое знание, содержание которого можно обосновать протокольными предложениями, истинность которых несомненна, так как соответствует наблюдаемой действительности. Таким образом, по замыслу участников «Венского кружка», научное знание можно представить в виде треугольника, в основании которого (фундамент единой науки) находятся протокольные предложения, отражающие действительность. Направляясь к вершине, предложения объединяются и составляются в обобщение (определения). На самой же вершине расположено обобщение, описывающее единую науку. Такой метод построения научного знания получил название индукции.
При всех своих сильных сторонах, принцип верификации был подвергнут жесточайшей критике, в ходе которой обнаружились его серьёзные изъяны. Например, мы не можем высказать с достоверностью универсальное суждение типа «Все вороны черные», так как нереально пересчитать всех ворон в мире и проверить их цвет. Увиденные нами (две, десять, тысяча) черные вороны не доказывают, что не найдётся хотя бы одна белая. Более того, «парадокс» позитивизма заключается в том, что сам принцип верификации не поддается проверке и тем самым не может считаться научным.

## Карл Поппер
В качестве центральной проблемы К. Поппер выдвинул «проблему демаркации» — нахождения критерия, который дал бы нам в руки средства для выявления различия между эмпирическими науками, с одной стороны, и математикой, логикой и «метафизическими» системами — с другой.
Ведь даже очень большое число подтверждающих фактов в отношении того или иного утверждения, полученного путём индуктивного обобщения, делает его лишь весьма вероятным, но всё-таки не твёрдо достоверным. При этом достаточно одного, но вполне бесспорного, опровергающего факта для того, чтобы это индуктивное обобщение было отброшено как негодное. Простой пример этому — превращение утверждения «все лебеди белые» в ложное, когда стало известно, что в Австралии живут и чёрные лебеди. Неодинаковые «силу» и роль в деле проверки осмысленности и истинности научных теорий, которые свойственны подтверждающим и опровергающим факторам, Поппер назвал познавательной «асимметричностью».
На основании этой «асимметричности» Поппер провозгласил дополнение принципа верификации (то есть положительно осуществляемой проверки, иначе говоря, подтверждения) принципом фальсифицируемости (то есть возможности опровержения). Он означает, что проверка научной осмысленности, а затем и истинности научных теорий должна осуществляться не через их подтверждение, а преимущественно (или даже исключительно) через попытку их опровержения.
Итак, для решения проблемы демаркации Поппер предлагает свой «дедуктивный» метод «критической проверки теорий».
Из данной теории с помощью других, ранее принятых высказываний выводятся некоторые одиночные высказывания. Затем выбираются высказывания, несводимые к принятой теории, и, особенно, противоречащие ей. Далее выводятся некоторые решения относительно этих (и других) выводимых высказываний путём сравнения их с результатами практических применений и экспериментов. Если такое решение положительно, то теория может считаться в настоящее время выдержавшей проверку. Но если вынесенное решение отрицательное или, иначе говоря, если следствия оказались фальсифицированными, то фальсификация их фальсифицирует и саму теорию, из которой они были логически выведены.
С полной уверенностью ни одну теорию нельзя назвать вполне научной до тех пор, пока она является нефальсифицируемой.
Поппер считает, что метафизические системы неопровержимы и, следовательно, ненаучны.
Когда Поппер говорит о «науке», он имеет в виду только эмпирическую или экспериментальную науку. И в этом смысле ненаучной оказывается не только философия, но и математика, и логика. Поппер не только признает осмысленность метафизики, но он постоянно подчеркивает то большое значение, которое она имеет для науки. Почти все фундаментальные научные теории выросли из метафизических представлений. Коперник в своем построении гелиоцентрической системы вдохновлялся неоплатоновским культом Солнца; современный атомизм восходит к атомистическим представлениям древних греков и т. д. И во все периоды развития науки метафизические идеи стимулировали выдвижение смелых научных предположений и разработку новых теорий.

## Томас Кун
В 1962 г. американский физик Томас Кун написал свою книгу «Структура научных революций», где отверг понятия «верификация» и «фальсификация» и ввел понятие «парадигма». Теория Куна произвела переворот в философии науки, но в то же время подверглась жёсткой критике, особенно со стороны Поппера.
Кун не выдвинул чёткого определения парадигмы, очертив скорее границы понятия. По одной из трактовок, парадигма — общепринятое безусловное знание о природе в данный момент. Парадигма задаёт круг проблем, тип научных фактов, согласующихся с ней, предлагает ответы на фундаментальные вопросы. В своём исследовании Кун производил анализ истории науки, а не искал критерий демаркации как универсальный принцип.
По мнению Куна, наука развивается не в ходе верификации или фальсификации, а в подтверждении действующей парадигмы. Учёные, создав фундаментальную концепцию, не стремятся к её опровержению и не разбивают её на протокольные предложения — они ищут подтверждения своей теории, решают задачи-головоломки. Это решение задач-головоломок Кун назвал нормальным периодом развития науки.
Но каждая парадигма имеет предел задач-головоломок, после которого учёные начинают выявлять аномалии. Исследование этих аномалий приводит к научной революции и смене парадигм.
В «Дополнении 1969 г.» Кун уточнил понятие парадигмы термином «дисциплинарная матрица» — совокупность элементов, определяющая принадлежность исследователей к определённой дисциплине. Этим понятием он закрепил роль научного сообщества в развитии науки и завершил свою теорию.
Таким образом, критерий демаркации у Куна — это парадигма и научное сообщество, работающее в рамках этой парадигмы. Имеет значение лишь мнение учёных в данный момент, а универсального принципа демаркации не существует.
Томас Кун отвергает «объективный» подход к проблеме демаркации, заменяя его «историческим».

## Имре Лакатос
Имре Лакатос — венгерско-британский философ, ученик Карла Поппера. Вслед за Поппером в своих работах Лакатос продолжает рассматривать проблемы демаркации. После выхода в свет в 1962 году работы Куна «Структура научных революций» Лакатос пересматривает своё мнение относительно ряда положений методологического фальсификационизма Поппера и создаёт свой «утончённый методологический фальсификационизм» или методологию «исследовательских программ».
Основным понятием в методологии Лакатоса является ряд или последовательность теорий, которая проверяется на научность или ненаучность. Элементы такого ряда объединены методологическими принципами, что позволяет называть этот ряд исследовательской программой. Исследовательская программа состоит из «жёсткого ядра» и «защитного пояса». «Жёсткое ядро» является каркасом программы и содержит её основные постулаты, вокруг этого ядра образуется защитный пояс, состоящий из вспомогательных гипотез. По мнению Лакатоса, именно «защитный пояс» должен выдержать натиск со стороны проверок, и поэтому он должен приспосабливаться, переделываться или даже полностью изменяться, если это необходимо. Изменениями «защитного пояса» руководят методологические правила, в роли которых выступают отрицательная эвристика (правила-запреты, указывающие на пути, которых следует избегать) и положительная эвристика (правила, которые указывают на пути, которые нужно избирать и по которым стоит идти для разрешения выбранной проблемы). Устойчивость контрпримеров обеспечивается запретом отрицательной эвристики направлять правило «modus tollens» на «жёсткое ядро». Благодаря положительной эвристике развёртывается «защитный пояс», который отражает критику, направленную против ядра. В своих более поздних работах Лакатос отождествляет положительную эвристику с «защитным поясом», которая, по его мнению, определяет проблемы для исследования, выделяет защитный пояс вспомогательных гипотез, предвидит аномалии и победоносно превращает их в подтверждающие примеры. Если рост «защитного пояса» не приносит нового, добавочного эмпирического содержания, то есть не предвосхищает факты, а даёт запоздалые объяснения, исследовательская программа считается регрессивной. О прогрессе программы говорят в том случае, когда она достаточно точно предсказывает новые факты. В ключе прогрессивных и регрессивных исследовательских программ можно говорить о конкуренции между ними. Соответственно, программа, объясняющая большее число аномалий и получившая большее добавочное эмпирическое содержание, может считаться более конкурентной и вытесняет другие исследовательские программы.
Согласно утончённому фальсификационизму, теорию Лакатоса можно считать фальсифицированной лишь в том случае, когда новая теория, пришедшая на смену фальсифицируемой, удовлетворяет следующим критериям:
1. она имеет добавочное эмпирическое содержание, то есть предсказывает новые факты, невероятные с точки зрения старой теории;
2. в то же время она объясняет все постулаты предыдущей;
3. некая часть добавочного содержания является подкреплённой.

Таким образом, в науке создаётся последовательность теорий, где каждая новая теория вытесняет предыдущую, добавляя к ней вспомогательные условия.

## Пол Фейерабенд
Концепция эпистемологического анархизма Фейерабенда основана на принципах пролиферации и несоизмеримости, то есть он утверждает, что учёным необходимо развивать теории, не согласующиеся с существующими, а сами теории не могут оцениваться или сравниваться с точки зрения «научности».
Фейерабенд не только отвергает верификацию и фальсификацию, он отвергает сам принцип демаркации — философия науки, по его мнению, не должна устанавливать правил исследования. «Для познания подойдёт всё», — Фейерабенд говорит нам о том, что наука — это лишь то, что называется словом наука. И философия науки не может ни описать науку, ни задать правил проведения исследования.
Развивая позиции Куна в историческом анализе науки, Фейерабенд приходит к выводу, что государство только вносило религию или другие догматы в науку, тем самым мешая её развитию. Так же, как Кун, он уделяет внимание роли метафизики при развитии науки и приходит к выводу, что наука столь же догматична и необоснованна, как религия или философия. И критерий демаркации Фейерабенда уже не относится напрямую к анализу знаний — это принципиально новое предложение по реформации науки. Решение проблемы демаркации Фейерабенд видит только в отделении науки от государства, так как это отделит науку от «мифа».
Учёный называет избавление науки от внешних влияний политики и догматов принципом ненавязываемости, превращая поиски «научного знания» в политическую концепцию. Говоря о демаркации, он говорит уже не о критерии, а о необходимости реформировать науку, чтобы она закончила свой «поиск истины», отвергла существующие правила и могла развиваться с максимальной эффективностью.
Фейерабенд приводит философию науки от чёткого разграничения знаний, теорий и фактов к полной неопределённости, отсутствию объективности и предлагает не вмешиваться в развитие науки.

## Супранатурализм
В настоящее время включение супранатурализма (утверждения о существовании каких-либо сверхъестественных сущностей, особого духовного внефизического мира и т. д.) в какую-либо теорию радикально нарушает нормы научности.
Иногда возникают попытки показать, что введение сверхъестественных сущностей в науку допустимо, но большинством научного и философского сообщества они отвергаются. Так, например, М. О. Шахов относительно включения в науку такой сверхъестественной сущности как Бог высказал мнение, что большинство сторонников строгой недопустимости гипотезы о Боге в науку при обсуждении проблемы критериев научности или критерия демаркации между наукой и не-наукой «руководствуются представлениями классической науки времен Лапласа», в то время как в философии науки XX века многие атрибуты научности были пересмотрены, а наука прошла через несколько стадий, от классической науки до постнеклассической, и между тем, по мнению Шахова, «была показана неизбежность недоказуемых предпосылок в науке, выявлена теоретическая нагруженность эмпирических фактов, обнаружена недостижимость абсолютной достоверности научного знания и т. д.». Далее Шахов приходит к выводу, что «скорее всего, научным на данный момент считается то, что признает таковым научное сообщество». Его работа на эту тему, напечатанная в журнале «Вопросы философии», вызвала немедленный ответ Г. Д. Левина, напечатанный в том же выпуске.